# Carlos Alfaro Alcántara
Carlos Andrés Alfaro Alcántara (Coquimbo, Chile, 29 de mayo de 1991) es un exfutbolista chileno que jugaba como portero.
Debutó como profesional en Coquimbo Unido, fue portero de la Selección Chilena Sub-20 y miembro del plantel de la Universidad de Chile que ganó la Copa Sudamericana 2011.

## Trayectoria
Debutó como profesional a los 18 años en Coquimbo Unido, donde jugó cinco partidos como titular. Gracias a sus atajadas y buenas actuaciones, Alfaro fue llamado a la Selección Chilena sub-20 que participó del Campeonato Sudamericano de Perú 2011.
El 12 de diciembre de 2010, con tan solo 19 años, ficha por la Universidad de Chile, siendo el tercer portero del cub detrás de Johnny Herrera y Esteban Conde. Un año más tarde, este equipo se convertiría en el campeón de la Copa Sudamericana 2011, derrotando en la final a Liga Deportiva Universitaria de Quito. Este fue el primer trofeo internacional en la historia de la Universidad de Chile. Pese a su corta edad y el estar en un plantel competitivo, Alfaro fue citado a varios partidos de Copa Libertadores y Copa Sudamericana con la Universidad de Chile.
El debut como profesional de Alfaro en Universidad de Chile fue el 2 de diciembre de 2012, cuando sustituyó al portero Paulo Garcés, luego de un golpe que recibió en el partido de vuelta contra la Universidad de Concepción, válido por la Copa Chile. El partido, que terminó 3-1 a favor de la "U", fue el último del cuerpo técnico de Jorge Sampaoli, que posteriormente se hizo cargo de la Selección Chilena para las eliminatorias del Mundial de Brasil 2014.
En 2013, fue enviado a préstamo a Ñublense, donde no pudo jugar ningún partido como titular.
En 2015, Alfaro partió al Malleco Unido, donde jugó 16 partidos e incluso fue capitán en alguno de ellos.
Ese mismo año, el portero logró ascender de categoría, defendiendo los colores de Unión San Felipe, equipo en el que se mantuvo hasta el 1 de marzo de 2017, cuando fue fichado por el club estadounidense Miami United F.C de la National Premier Soccer League .
En Miami United F.C logró tener buenas actuaciones que le permitieron ser elegido "el mejor jugador del partido" en algunas oportunidades.
En la segunda parte de 2017 es fichado por Deportes Copiapó, equipo de la Primera B de Chile.

## Selección chilena

### Sub-20 de Chile
Es nominado por César Vaccia para el Sudamericano Sub-20 de 2011 en Perú, siendo el portero titular de Chile. En el debut de la Selección Chilena ante el local Perú, fue la figura del partido, atajando claras opciones de gol de los del rimac y dejando su arco en cero. El partido finalizó con una victoria por 2-0 para Chile. En el segundo partido contra Uruguay, los problemas en ataque y defensa se hicieron evidentes en "La Rojita", permitiendo una fuerte derrota por 4-0 en contra. En el tercer partido frente a Argentina, el equipo no logró reaccionar a tiempo, perdiendo por 1-3. En el cuarto y último partido del grupo A, Chile volvió a levantar su juego, derrotando 3-1 a Venezuela y logrando el paso al hexagonal final del campeonato. En esta última parte del torneo, la Selección Chilena Sub-20 no tuvo un buen nivel, quedando en el quinto lugar y sin pasajes para el Mundial de Fútbol Sub-20 de Colombia 2011.

### Participaciones en Copas Amistosas Juveniles
| Copa                                              | Sede      | Resultado |
| ------------------------------------------------- | --------- | --------- |
| Festival Olímpico Australiano de la Juventud 2009 | Australia | 2º Lugar  |
| Copa Aerosur Internacional Sub-20 2010            | Bolivia   | 5º Lugar  |
| Copa Córdoba Internacional Sub-20 2010            | Argentina | 3º Lugar  |

### Participaciones en Campeonato Sudamericano Sub-20
| Sudamericano                | Sede | Resultado |
| --------------------------- | ---- | --------- |
| Sudamericano Sub-20 de 2011 | Perú | 5º Lugar  |

## Clubes
| Club                 | País           | Año       |
| -------------------- | -------------- | --------- |
| Coquimbo Unido       | Chile          | 2008-2010 |
| Universidad de Chile | Chile          | 2011-2013 |
| Ñublense             | Chile          | 2013-2014 |
| Malleco Unido        | Chile          | 2015      |
| Unión San Felipe     | Chile          | 2015-2016 |
| Miami United         | Estados Unidos | 2017      |
| Deportes Copiapó     | Chile          | 2017-2019 |

## Palmarés

### Títulos nacionales
| Título           | Club                 | País  | Año           |
| ---------------- | -------------------- | ----- | ------------- |
| Primera División | Universidad de Chile | Chile | Apertura 2011 |
| Primera División | Universidad de Chile | Chile | Clausura 2011 |
| Primera División | Universidad de Chile | Chile | Apertura 2012 |
| Copa Chile       | Universidad de Chile | Chile | 2012-13       |

### Títulos internacionales
| Título            | Club                 | País  | Año  |
| ----------------- | -------------------- | ----- | ---- |
| Copa Sudamericana | Universidad de Chile | Chile | 2011 |